# Air Astana
Air Astana (Eigenschreibweise air astana; kasachisch/russisch Эйр Астана) ist die nationale Fluggesellschaft Kasachstans mit Sitz in Almaty und Basis auf dem Flughafen Almaty. Neben seiner Hauptmarke betreibt das Unternehmen auch eine Tochtergesellschaft namens FlyArystan. Gemeinsam verfügen Air Astana und FlyArystan über eine Flotte von insgesamt 55 Flugzeugen.

## Geschichte

Boeing 737-700 der Air Astana auf dem Flughafen Dubai im Jahr 2005

Air Astana wurde im September 2001 als Nachfolgerin der insolventen Air Kazakhstan gegründet. 51 % des Unternehmens hält der kasachische Staat durch das Staatsunternehmen Samruk-Kazyna und 49 % der britische Luftfahrt- und Rüstungskonzern BAE Systems. Der Erstflug der Air Astana fand am 15. Mai 2002 mit einer Boeing 737 von Almaty in die kasachische Hauptstadt Astana statt. Mit an Bord waren der kasachische Präsident Nursultan Nasarbajew und als Vertreter von BAE Systems der ehemalige Vorstandsvorsitzende Sir Richard Evans.
Die Air Astana beschäftigt an den Flughäfen der beiden größten kasachischen Städte Almaty und Astana eigenes Bodenpersonal. An allen anderen Flughäfen wird die Fluggesellschaft von Handlingsagenten betreut und abgefertigt.
Im Jahr 2006 erwarb Air Astana ein eigenes Departure Control System, eine weiterentwickelte Form des von British Airways entwickelten Systems RTB mit dem Namen Amadeus SwiftCheck. Flughäfen weltweit sind damit nun in der Lage, über dieses Abfertigungssystem in die Flüge der Air Astana einzuchecken.
Im Jahr 2007 trieb die Fluggesellschaft die Erweiterung der Flotte voran. Im Februar erwarb die Fluggesellschaft mit einer Boeing 767-300ER ihr erstes Großraumflugzeug, gefolgt von einem weiteren Exemplar sowie zwei Airbus А320 und zwei Airbus А321. Air Astana unterhält seit Dezember 2007 mit Nomad Club ein eigenes Vielfliegerprogramm, ist aber auch gleichzeitig Partner des Vielfliegerprogramms Miles & More der Lufthansa, mit dem auf den Strecken Astana-Frankfurt und Almaty-Frankfurt der Air Astana Prämienmeilen gesammelt werden können.
2010 beförderte Air Astana rund 2,568 Millionen Passagiere (Sitzauslastung: 68 Prozent) und 16.392 Tonnen Frachtgut. Der Gewinn stieg auf rund 91 Millionen US-Dollar. Air Astana bedient derzeit weltweit ca. 50 nationale und internationale Flugziele.
Anfang 2011 wurde die erste Embraer 190 in die Flotte aufgenommen. Das Regionalverkehrsflugzeug ersetzte schrittweise die Fokker 50 und wird auf Zentralasien- und Inlandsstrecken ab Almaty eingesetzt. Drei weitere Turboprops wurden zwischen Juni und August 2012 außer Dienst gestellt, die beiden letzten verbleibenden Fokker 50 folgten im Frühjahr 2013. Air Astana belegte bei der Auszeichnung „Best Airline Eastern Europe“ von Skytrax Mitte 2011 hinter Aeroflot aus Russland den zweiten Platz.
Im Februar 2012 bestellte Air Astana im Rahmen des größten Auftrags ihrer Geschichte bei Boeing vier 767-300ER sowie drei 787-8 im Wert von 1,3 Milliarden US-Dollar. Die Auslieferung der ersten zwei 767-300ER an Air Astana erfolgte Ende 2013, sie ersetzten ältere Modelle desselben Typs in der Flotte.
Im April 2014 erhielt die Fluggesellschaft von der Europäischen Agentur für Flugsicherheit die Freigabe für den Ausbau ihrer europäischen Flugstrecken. Nach Feststellung der Europäischen Luftsicherheitsbehörde habe die Fluggesellschaft bewiesen, dass ihre Sicherheitssysteme und -verfahren den EU-Sicherheitsstandards entsprechen. Dennoch durfte sie laut Liste der Betriebsuntersagungen für den Luftraum der Europäischen Union bis zum Dezember 2015 keine Ziele in der Europäischen Union mit ihren Embraer 190 anfliegen.
Am 17. Juni 2015 bestellte Air Astana sieben Flugzeuge der Airbus-A320neo-Familie, welche von ALC geleast werden. Dabei handelt es sich um zwei A320neo, eine A321neo und vier A321LR mit erhöhter Reichweite, dadurch ist Air Astana Erstkunde der A321LR. Im Januar 2018 wurde die erste A321neo ausgeliefert.
Air Astana wurde bei den Skytrax World Airline Awards 2018 zum siebten Mal in Folge zur „Best Airline in Central Asia and India“ und als 4-Sterne-Airline ausgezeichnet.
Mit Fly Arystan hob im Mai 2019 eine eigene Billigfluggesellschaft ab.

## Flugziele

Von Air Astana angeflogene Länder

Air Astana fliegt neben Zielen innerhalb Kasachstans auch zu internationalen Ziele in Europa und Asien an. Im deutschsprachigen Raum wird Frankfurt angeflogen.
Codesharing
Codeshare-Abkommen unterhält Air Astana mit Asiana Airlines, Azerbaijan Airlines, Bangkok Airways, Cathay Pacific, KLM Royal Dutch Airlines, Lufthansa und Turkish Airlines.

## Flotte

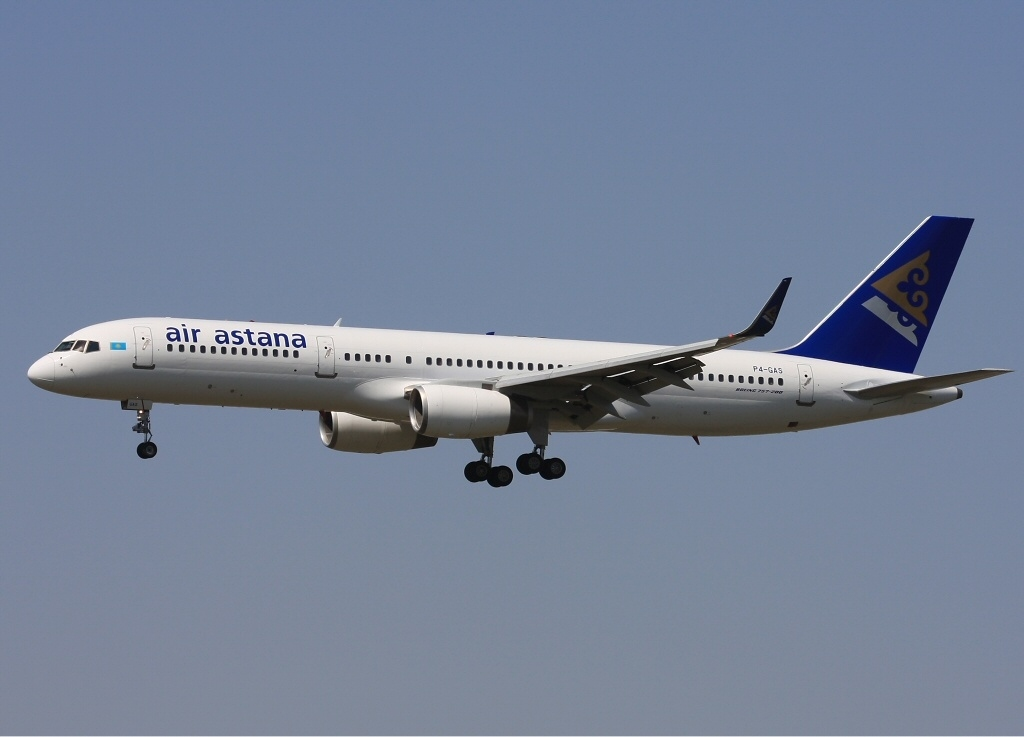
Boeing 757-200 der Air Astana

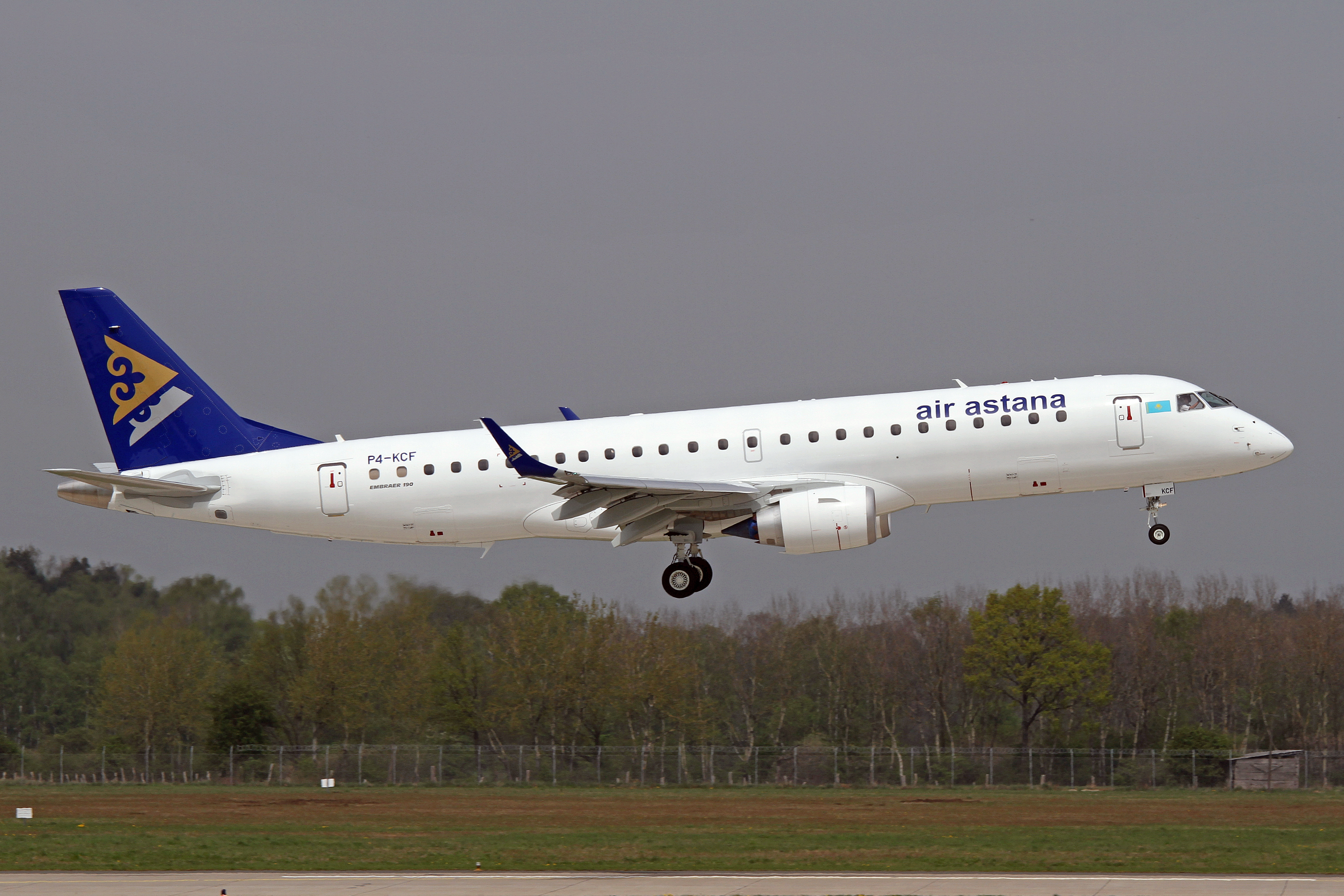
Embraer 190 der Air Astana

Mit Stand Februar 2025 besteht die Flotte der Air Astana aus 32 Flugzeugen mit einem Durchschnittsalter von 5,5 Jahren:
| Flugzeugtyp      | Anzahl | bestellt | Anmerkungen | Sitzplätze (Business/Economy) | Durchschnittsalter |
| ---------------- | ------ | -------- | --- | ----------------------------- | ------------------ |
| Airbus A320neo   | 10     | 01       | zwei inaktiv | 148 (16/132)                  | 3,7 Jahre          |
| Airbus A321-200  | 03     |          | | 179 (28/151)                  | 12,3 Jahre         |
| Airbus A321neo   | 04     |          | | 179 (28/151)                  | 4,2 Jahre          |
| Airbus A321LR    | 12     |          | einer inaktiv | 166 (16/150)                  | 4,2 Jahre          |
| Boeing 767-300ER | 03     |          | mit Winglets ausgestattet; eine inaktiv; EI-KEC ist die letzte von Boeing ausgelieferte Passagiervariante der 767 | 223 (30/193)                  | 11,2 Jahre         |
| Boeing 787-9     |        | 03       | Auslieferung ab Anfang 2025 bis zum zweiten Quartal 2026; Geleast von ALC; Umgewandelt aus B787-8 Bestellung      | – offen –                     |                    |
| Gesamt           | 32     | 04       | |                               | 5,5 Jahre          |

Alle Flugzeuge der Air Astana sind nicht in Kasachstan, sondern seit 2021/2022 in Irland registriert (davor in Aruba).

### Ehemalige Flugzeugtypen
In der Vergangenheit setzte Air Astana bereits folgende Flugzeugtypen ein:
| Flugzeugtyp       | Anzahl | von  | bis  | Anmerkungen |
| ----------------- | ------ | ---- | ---- | ----------- |
| Airbus A319-100   | 01     | 2008 | 2017 |             |
| Airbus A320-200   | 14     | 2006 | 2021 |             |
| Boeing 737-700    | 02     | 2002 | 2007 |             |
| Boeing 737-800    | 02     | 2002 | 2007 |             |
| Boeing 757-200    | 05     | 2003 | 2020 |             |
| Embraer ERJ-190LR | 09     | 2011 | 2020 |             |
| Embraer 190-E2    | 05     | 2021 | 2024 |             |
| Fokker 50         | 06     | 2004 | 2013 |             |

## Geschäftszahlen

### Passagierbeförderung
Im Geschäftsjahr 2017 wurden ca. 4,2 Millionen Passagiere befördert; 12 % mehr als im Vorjahr. Von den beförderten Passagieren wurden auf inländischen Routen 2,156 Millionen und auf ausländischen Routen 2,037 Millionen Passagiere befördert. Die Sitzauslastung lag bei 66 %.
| Jahr | Umsatz (in Mio. US$) | Frachtaufkommen (in Tonnen) | Passagieraufkommen (in Millionen) |
| ---- | -------------------- | --------------------------- | --------------------------------- |
| 2005 | 258,0                |                             |                                   |
| 2006 | 362,7                | 07.438                      | 1,469                             |
| 2007 | 522,3                | 13.262                      | 2,132                             |
| 2008 | 628,6                | 16.343                      | 2,300                             |
| 2009 | 533,3                | 14.169                      | 2,201                             |
| 2010 | 661,2                | 16.392                      | 2,568                             |
| 2011 | 772,9                | 19.692                      | 3,057                             |
| 2012 | 875,1                | 22.076                      | 3,245                             |
| 2013 | 966,9                | 23.810                      | 3,675                             |
| 2014 | 934,8                | 18,960                      | 3,770                             |
| 2015 | 761,7                | 16,639                      | 3,862                             |
| 2016 | 6210                 | 16,60                       | 3,750                             |
| 2017 | 767,5                | 19,996                      | 4,193                             |

### Logistik
Der Bereich Frachtbeförderung macht mit Stand zum 31. Dezember 2017 insgesamt nur 2,5 Prozent des Konzern-Umsatzes aus. Fracht kann in den Flugzeugen Airbus A321-200 und Boeing 767-300ER transportiert werden.